# 두슈코 토시치
두슈코 토시치(세르비아어: Душко Тошић / Dusko Tosic, 1985년 1월 19일 ~ )는 세르비아의 전 축구 선수이다.